# 萨穆迪奥
萨穆迪奥，是西班牙巴斯克自治区比斯开省的一个市镇。总面积18平方公里，总人口3012人（2001年），人口密度167人/平方公里。